# Catriona (genre)
Pour l’article homonyme, voir Catriona (roman).
Genre
Catriona est un genre de nudibranches de la famille des Trinchesiidae (anciennement des Tergipedidae).

## Liste des espèces
Selon World Register of Marine Species (1er mai 2024) :
- Catriona alpha (Baba & Hamatani, 1963)
- Catriona aurantia (Alder & Hancock, 1842)
- Catriona casha Gosliner & R. J. Griffiths, 1981
- Catriona columbiana (O'Donoghue, 1922)
- Catriona gymnota (Couthouy, 1838)
- Catriona kishiwadensis Martynov, Korshunova, Lundin & Malmberg, 2022
- Catriona lonca Er. Marcus, 1965
- Catriona lucerna Korshunova, Martynov, Lundin & Malmberg, 2022
- Catriona maua Ev. Marcus & Er. Marcus, 1960
- Catriona nigricolora (Baba, 1955)
- Catriona oba Ev. Marcus, 1970
- Catriona osezakiensis Martynov, Korshunova, Lundin & Malmberg, 2022
- Catriona pinnifera (Baba, 1949)
- Catriona rickettsi Behrens, 1984
- Catriona ronga Er. Marcus, 1961
- Catriona signifera Baba, 1961
- Catriona spadix (MacFarland, 1966)
- Catriona susa Ev. Marcus & Er. Marcus, 1960
- Catriona tema Edmunds, 1968
- Catriona urquisa Er. Marcus, 1965
- Catriona venusta (Baba, 1949)

## Classification
Le nom valide complet (avec auteur) de ce taxon est Catriona Winckworth (d), 1941.

### Publication originale
- (en) R. Winckworth, « The name Cratena », Proceedings of the Malacological Society of London, 1941, vol. 24, n. 4, p. 146-149 (introduction).